# Vissarion Grigor'evič Belinskij
Vissarion Grigor'evič Belinskij (in russo Виссарион Григорьевич Белинский?; Suomenlinna, 11 giugno 1811 – San Pietroburgo, 7 giugno 1848) è stato un filosofo e critico letterario russo.

## Biografia
Fu direttore prima de L'osservatore moscovita e poi collaborò anche, nel 1839 - 46, ad Annali patrii (Отечественные записки) e dal 1846 a Sovremennik (Современник, il Contemporaneo). 
Durante l'inizio della sua carriera venne influenzato da Friedrich Schelling e Fichte e successivamente aderì alle posizioni della sinistra hegeliana (in particolare di Ludwig Feuerbach). La sua visione restò comunque in sostanza individualistica. Egli, pur facendo sue le premesse teoriche del socialismo, ne rifiutò in parte gli sviluppi politici, avendo timore che l'individuo potesse scomparire nella collettività. In campo estetico, Belinskij disse che la poesia era la contemplazione immediata della verità. La necessità del 'vero artistico', che la letteratura non può non accettare, rispecchia la concreta naturalezza esistenziale, che deve adeguare le proprie strutture all'interna dialettica sociale della realtà. Nelle posizioni di Belinskij furono ravvisati poi i presupposti teorici del realismo socialista.

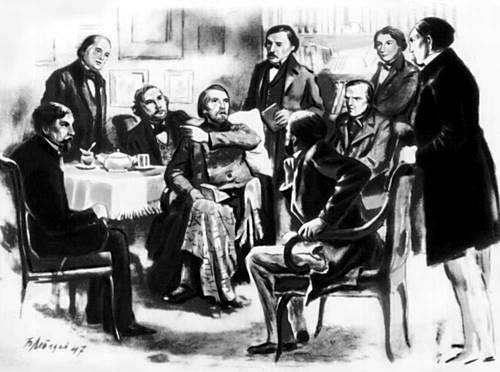
Da sinistra verso destra: Annenkov, Gončarov, Turgenev, Belinskij, Nekrasov, ?, Dostoevskij, Grigorovič, ?.

Fra i suoi scritti più famosi la raccolta Fantasticherie letterarie (Литературные мечтания) del 1834, i saggi teorici L'idea di arte - scritto nel 1842 e pubblicato poi nel 1862- e Discorso sulla critica del 1842, oltre a Sguardo sulla letteratura russa del 1846). Belinskij cercava nelle opere analizzate l'unione fra lo spirito artistico e la partecipazione ideologica. Grande estimatore di Aleksandr Sergeevič Puškin e di Pavel Stepanovič Močalov ai quali dedicò molti articoli e di Nikolaj Vasil'evič Gogol', da cui si discostò all'uscita di Brani scelti della corrispondenza con amici. In seguito a quest'ultima pubblicazione scrisse una violenta lettera a Gogol', nel quale lo accusava di essersi "venduto" al potere autocratico dello zar, di aver strumentalizzato la spiritualità cristiana e di aver tradito la propria missione di letterato. Tale lettera fu talmente dirompente che, nonostante i severissimi divieti della censura, fu diffusa clandestinamente negli ambienti letterari dell'epoca. Il solo possesso di una sua copia era un crimine punibile con i lavori forzati o addirittura con la pena di morte (fu questo appunto uno dei capi di accusa che costò ad un altro grande scrittore russo, Fëdor Dostoevskij, lunghi anni di prigionia in Siberia).
Fautore dei principi del realismo che si contrapponeva ai principi che sostenevano l'arte per l'arte, fu considerato quale creatore dell'«estetica rivoluzionaria».